# Krumowo gradiszte
Krumowo gradiszte (bułg. Крумово градище) – wieś w Bułgarii, w obwodzie Burgas, w gminie Karnobat. W 2023 roku liczyła 498 mieszkańców.